# 지즈카촌 (야마나시현)
지즈카촌(千塚村)은 야마나시현 니시야마나시군에 있던 촌이다. 현재의 고후시에 해당한다.

## 역사
- 1889년 7월 1일 - 정촌제 시행에 의해 2개 촌의 구역으로 성립하였다.
- 1942년 4월 1일 - 고후시에 편입해, 동일 지즈카촌은 폐지되었다.

## 참고문헌
- 角川日本地名大辞典 19 山梨県